# Turner (Montana)
Turner é uma região censitária e comunidade não incorporada no condado de Blaine, estado de Montana, nos Estados Unidos. Turner fica localizada na  Montana State Highway 241 a cerca de 67 quilómetros a este-nordeste da sede do condado Chinook. Tinha uma população de 61 habitantes segundo o censo efetuado em  2010.

Turner tem uma estação de correios com o código zip  59542.

## Clima
De acordo com a classificação climática de Köppen-Geiger, Turner tem um clima semiárido.